# 아메조
아메조(일본어: あめぞう)란 1997년 8월 5일 동명의 아이디 사용자인 아메조(あめぞう)가 개설한 일본의 언더그라운드 게시판 사이트였다. 1998년 9월 6일에 세계 최초로 스레드 플로트 형식의 게시판을 채용하였으며, 이 게시판 형식은 후에 2채널이 계승하였다. 1999년 12월 30일 폐쇄되었다. 이후 일본 인터넷 게시판 문화의 선구자라고 평가받는다.

## 역사
1997년 8월 5일에 아메조 링크집이라는 게시판 링크집의 개설이 시초로 다음해 9월 6일 스레드 플로트 게시판이 정식으로 채용되었다. 스레드 플로트 게시판이란, 게시판을 각 스레드 단위로 분류하여, 최신의 댓글이 달린 게시물이 포함된 스레드가 가장 상위에 표시되는 형식의 게시판으로, 댓글에 의해 해당 스레드가 아래에서 위로 부상하는 듯이 보이기 때문에 이런 이름이 붙었다. 일본에서는 이 게시판 이전에는 시간순서대로 게시판이 나열되었기에, 시간의 경과에 따라서 보고 싶은 게시물을 찾기 어려운 난점이 있었다. 스레드 플로트 게시판의 채용 이후, 이 형식의 게시판이 일본의 주류 형식이 되었다.
당시에는 현재처럼 PC와 인터넷의 보급이 대중화되지 않았던 시점이었기 때문에, 아메조의 이용자들의 90%이상은 고가의 개인 PC를 소유한 경제적으로 여유 있는 계층이었다고 한다. 중산층이상이 주요 사용자 이다 보니, 주요 화제는 언더그라운드적인 내용이 중심이었으나, 사회 다방면에 걸쳐 폭넓은 논의가 이루어졌으며, 또한 논의 수준도 높았고, 인터넷 언어 예절 등도 잘 지켜진 것으로 알려졌다. 그러나 1999년 6월부터 이용자의 수가 빠른 속도로 증가함에 따른 서버 불안정과 악플러의 증가 등으로 엄청난 쇠퇴를 겪다가, 한달 전인 5월 30일 니시무라 히로유키에 의해 창설된 2채널의 탄생으로 이용자가 빠른 속도로 격감하였다. 동년 10월부터는 아메조 바이러스라고 불리는 2채널의 아메조 안티에 의한 바이러스 공격으로 엄청난 피해를 보았으며, 마침내 옛 평화를 회복하지 못하여 같은해 12월 30일 폐쇄되었다.
2채널은 언더그라운드 색채가 강한 아메조를 탈피하여 누구나 이용할 수 있는 일상적 소재와 분위기를 표방하였으며, 이후 일본 인터넷 문화의 구심점적인 존재가 되었으며, 반한 감정을 가지고 있다고 한다. 구 아메조 이용자들은 2채널의 등장이 아메조의 괴멸과 절대 무관하지 않은 점과, 2채널 이용자들의 아메조 공격에 의하여 일반적으로 반 2채널적인 성향이 있는 것으로 알려졌다. 그래서 그런지 2채널과는 다르게 반한 감정을 가지고 있지 않다.